# Бой при Орокьете
Бой при Орокьете (исп. Oroquieta) или катастрофа при Орокьете  — первое сражение Второй карлистской войны, произошедшее 4 мая 1872 года при городке Орокьета в Наварре.
Первоначальный план карлистов предусматривал всеобщее восстание по всей Испании в надежде привлечь рекрутов среди наименее довольных групп испанского населения. 21 апреля 1872 года было назначено днем начала восстания, и сторонники дона Карлоса собрались в Орокьета-Эрбити (исп. Oroquieta-Erbiti), к северу от Наварры, в ожидании его прибытия из Франции. 
Дон Карлос пересек границу 2 мая. Правительственный генерал Франсиско Серрано приказал Доминго Морионесу атаковать войска карлистов. Хотя правительственный отряд уступал численно, он был хорошо вооружен и имел артиллерию. Карлисты были настолько уверены в себе, что не имели даже передовых постов. Их отряды были разбросаны по соседним посёлкам рядом с Орокьетой.
3 мая Морионес подошел к Орокьете и в ночь на 4-го атаковал наваррский город. Хотя плохо вооруженные войска карлистов поначалу смогли сопротивляться, и генерал Ольо прибыл из Эльзабуру с дополнительными войсками, правительственная артиллерия сыграла решающую роль, заставив карлистов отступить в полном беспорядке. Либералы взяли более 700 пленных, и дон Карлос ускакал, чуть не попав в плен, и был вынужден пересечь границу. Он вернется только через год.
Краткосрочные последствия были очень разрушительными для карлистов, которые были лишены своей армии и своего лидера. Кроме того, генералы карлистов Фаусто де Уркису, Хуан де Оруэ и Антонио де Аргинсонис подписали с Серрано Аморебьетскую конвенцию, по которой предполагалось положить конец войне, но ни либералы, ни карлисты не приняли ее, в результате чего война разгорелась в следующем году.
Бой известен тем, что положил начало первому известному участию в Испании Красного Креста  для оказания помощи раненым на поле боя.